# Questione demaniale di Alliste

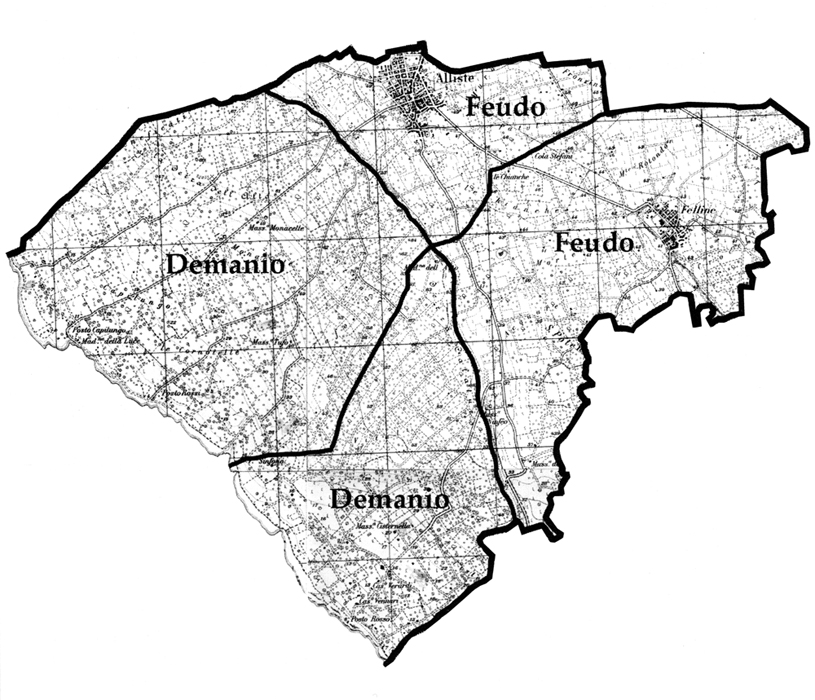
Il demanio di Alliste e della frazione Felline

La questione demaniale di Alliste è una vicenda storica che ha interessato il territorio di Alliste nel XVIII e XIX secolo. Il demanio, che ricopriva circa il 70% dell'intero territorio allistino, si estendeva sull'area collinare tra la base della serra ad est ed il mar Ionio ad ovest. 
Essendo di tipo universale, cioè di proprietà dell’Università (così era detto il Comune in età medievale), gli allistini vi si potevano recare liberamente per far pascolare i greggi, per cacciare, per produrre calce e carboni, per raccoglier legna ed altro ancora.  
Le sue terre, dietro il pagamento di un canone annuo,  potevano esser concesse ad enfiteusi per attività connesse allo sfruttamento silvo-pastorale o per costruirvi delle masserie, che nel numero di cinque vennero censite nel Catasto Onciario di Alliste del 1745.

## Il dibattito sulleenclosuresnel Settecento
Intorno alle terre demaniali si è svolto nel corso del Settecento un intenso dibattito tendente a sottrarle all'uso collettivo e a recintarle, dando così inizio ad una complessa ristrutturazione fondiaria, che ha avuto però esiti contraddittori e contrastanti. Il movimento delle enclosures si diffuse ben presto dall'Inghilterra in tutta l'Europa, sulla spinta anche dei teorici della fisiocrazia, la scuola di pensiero economico che poneva l'agricoltura alla base di ogni attività. 
Al pensiero dei fisiocrati si ispirarono anche le società agrarie, la pubblicistica e gli illuministi meridionali e salentini.

## La legislazione demaniale

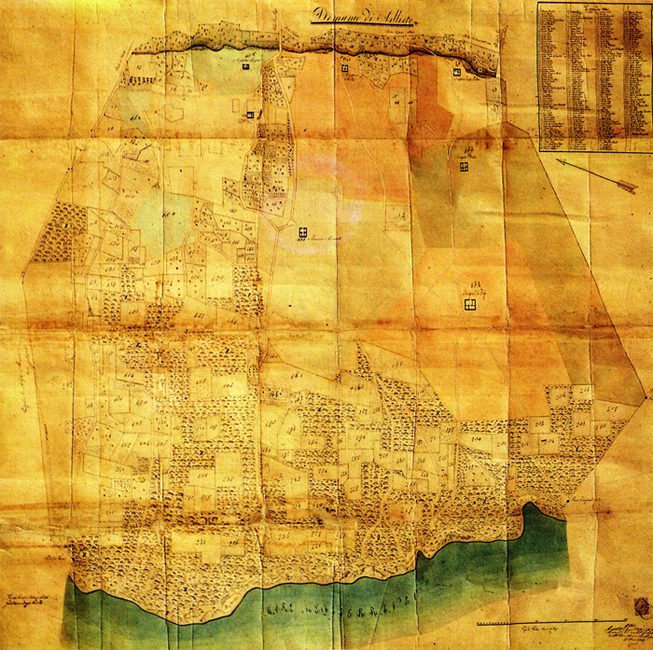
Pianta topografica del demanio. 1846

Fondamentalmente alle idee del suo ministro delle finanze si ispirò Ferdinando IV nell'emanare la Prammatica XXIV De administratione Universitatum del 23 febbraio 1792, con la quale ordinava la censuazione dei demani. Prevedendo l'assegnazione delle terre demaniali in primo luogo ai bracciali e poi ai cittadini coltivatori più facoltosi, il re sperava di migliorare le condizioni degli "avviliti vassalli"; tuttavia le divisioni demaniali effettuate in virtù della prammatica del 1792 costituirono un fatto eccezionale, essendo l'editto naufragato di fronte al tradizionalismo dei ceti dominanti e alla debolezza della borghesia terriera.
La questione demaniale era però ineludibile, sicché venne riproposta ed in modo più radicale durante il periodo dei Napoleonidi. La Legge sulla divisione dei demani, emanata il 1º settembre 1806 poco dopo quella sull'eversione della feudalità (2/8/1806), si prefiggeva preminentemente lo scopo di "elevare al rango de' proprietari la classe indigente dei contadini". 
La privatizzazione delle terre demaniali prevedeva due fasi, la prima delle quali era relativa alla divisione in massa e allo scioglimento delle promiscuità e la seconda alla ripartizione del demanio in quote non inferiori a due tomoli. Alle quotizzazioni concorrevano per teste tutti i capifamiglia ed i celibi al di sopra dei diciassette anni, ma, nel caso in cui i lotti non fossero stati sufficienti, bisognava procedere col metodo delle domande od offerte, dando la precedenza dapprima ai capifamiglia nullatenenti e poi ai piccoli proprietari, secondo l'ordine inverso della contribuzione fondiaria. 
Il progetto demaniale rimase però ben presto irretito nelle maglie delle lungaggini burocratiche, con il risultato che in Terra d'Otranto non si riuscì ad emanare l'ordinanza relativa alle quotizzazioni.
Dopo la caduta del regime napoleonico e il ritorno dei Borboni, non si registrarono delle sensibili novità, in quanto i Borboni recepirono la legislazione demaniale francese, ma fecero ben poco per renderla esecutiva e tutto procedette più a rilento di prima. Ad intralciare le operazioni demaniali erano spesso gli amministratori comunali, per aver preso parte anch'essi alla corsa all'accaparramento delle terre demaniali, che si era fatta più serrata dopo l'emanazione delle leggi che ne prevedevano la divisione .

## Usurpazioni e conciliazioni delle terre demaniali
Per il possesso di tali terre si è verificato nel corso dell'Ottocento un duro scontro economico, sociale e politico, caratterizzato da lunghe e tormentate vicende di civico eroismo e violente sopraffazioni, di usurpazioni e conciliazioni, di lotte e processi, di volontarie falsificazioni ed errori in buona fede. Sta di fatto che il processo di privatizzazione delle terre demaniali si tradusse in un'aspra lotta tra la gran massa del proletariato agricolo e la borghesia latifondista, impegnate in un'affannosa ed impari corsa all'accaparramento di tali terre, il cui possesso, dopo l'Unità d'Italia, venne legalmente riconosciuto con l'espediente delle conciliazioni. Se è vero che la sanatoria venne applicata sia alle piccole che alle grandi usurpazioni, è anche vero però che i latifondisti si erano impossessati di terre che dal legislatore erano state destinate ai nullatenenti ed ai piccoli proprietari.

## Moti contadini
Connesse alla questione demaniale ci furono ad Alliste numerose occupazioni delle terre demaniali da parte dei contadini, come quelle del 1831 e del 1838, e le sommosse del 1848, durante le quali si chiedeva, accanto alla "clusione delle terre del demanio", anche la divisione dei latifondi signorili e l'abbattimento della monarchia borbonica. 
Le conciliazioni postunitarie avevano indubbiamente impresso una svolta, ma rimanevano aperte molte vertenze ed i processi, allora come adesso, si protraevano stancamente e non se ne intravedeva la fine. Si giunse così alla violenta agitazione dell'agosto del 1879, quando circa duecento contadini invasero le terre della Masseria Stracca mettendosi a dissodarle e a dividerle: all'occupazione fece seguito il massiccio intervento delle forze dell'ordine che operarono immediatamente sessantacinque arresti ponendo fine al moto contadino.
In seguito a questa operazione, l'Amministrazione Comunale di Alliste conferì la cittadinanza onoraria al Sottoprefetto di Gallipoli A. Tiscornia per aver riportato l'ordine nelle campagne allistine.